# 486958 Arrokoth
(486958) 2014 MU69, còn gọi là Ultima Thule, là một thiên thể bên ngoài Sao Hải Vương thuộc vành đai Kuiper. Nó hệ hai vật thể tiếp xúc nhau với chiều dài bằng 31 km, bao gồm hai vật thể có đường kính lần lượt là 19 km và 14 km được đặt tên tương ứng "Ultima" và "Thule". Vật thể có chu kỳ quỹ đạo 295 năm và độ nghiêng và độ lệch tâm quỹ đạo nhỏ, nó được phân loại vào các vật thể thuộc vành đai Kuiper chính và được cho là đã không chịu những tác động nhiễu loạn lớn trong lịch sử hình thành hệ Mặt Trời và còn giữ được trạng thái nguyên thủy cho đến ngày nay. Trong lần theo dõi vật thể này đi ngang qua một ngôi sao ở xa, các nhà thiên văn học ước tính nó có hình dạng dài bởi đường cong ánh sáng chụp được có hình dáng phẳng hơn so với của một vật thể dạng cầu.
2014 MU69 được phát hiện vào ngày 26 tháng 6 năm 2014 bằng Kính viễn vọng không gian Hubble khi các nhà thiên văn sử dụng trong kế hoạch tìm kiếm các vật thể thuộc vành đai Kuiper mà sẽ là đối tượng khám mới của tàu New Horizons sau khi đã thám hiểm Pluto. Thiên thể này được chọn ra so với hai thiên thể khác là 2014 OS393 và 2014 PN70 cũng ở trong danh sách có thể khám phá bởi New Horizons. Tên gọi khác của nó, Ultima Thule, mang hàm ý trong tiếng Latin cho một nơi nằm bên ngoài biên giới của thế giới đã biết đến, đã được chọn trong một cuộc thi lựa chọn tên gọi từ công chúng năm 2018. Đội New Horizons sẽ đệ trình tên gọi chính thức này lên Hiệp hội Thiên văn Quốc tế sau khi con tàu bay qua thiên thể vào ngày 1 tháng 1 năm 2019, khi ấy bản chất của thiên thể sẽ được biết chính xác hơn. Đây là thiên thể xa nhất trong hệ Mặt Trời từng được khám phá bởi một tàu vũ trụ.